# Darwin Airline

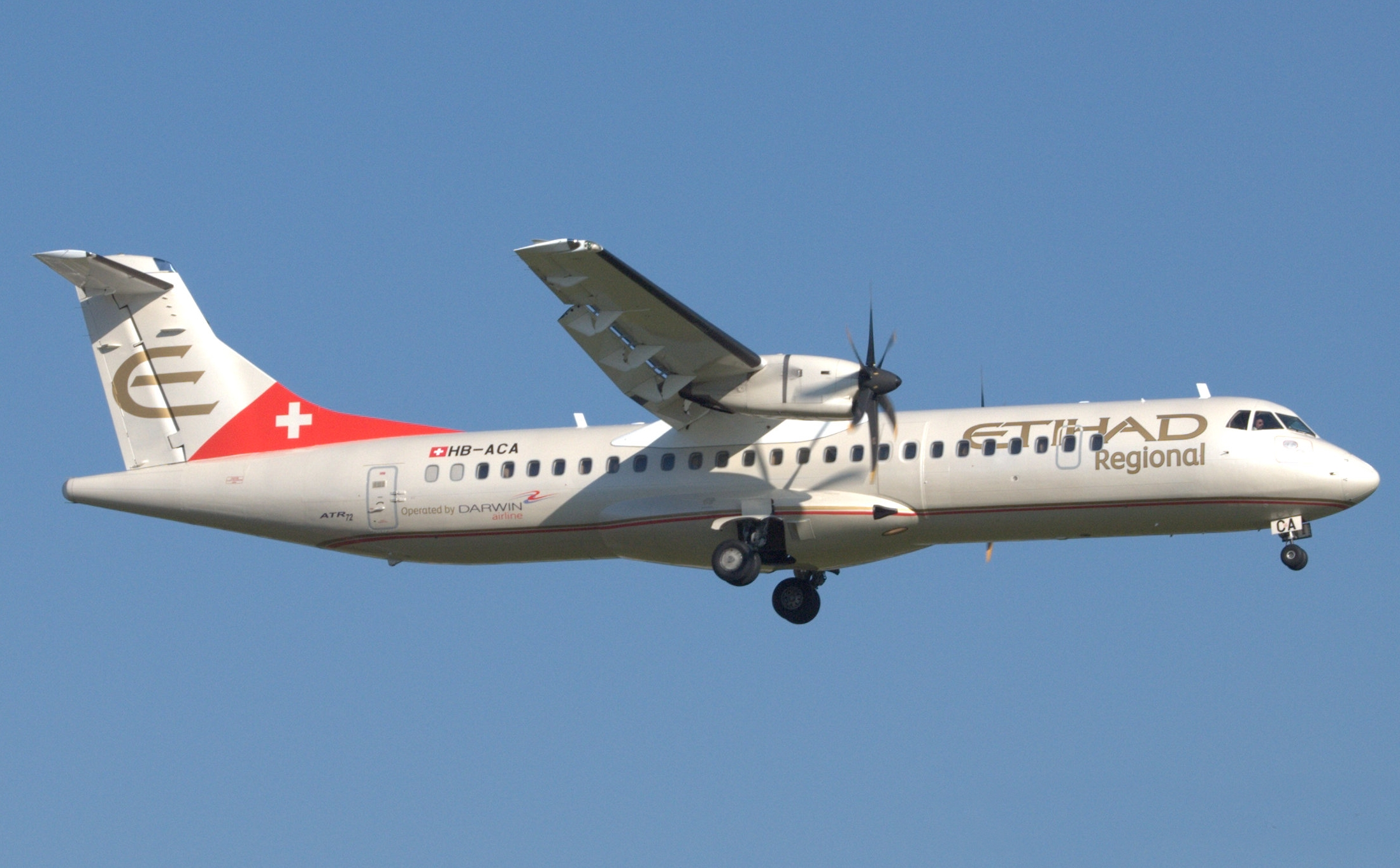
Un ATR 72 de Etihad Regional à l'aéroport international de Genève-Cointrin.

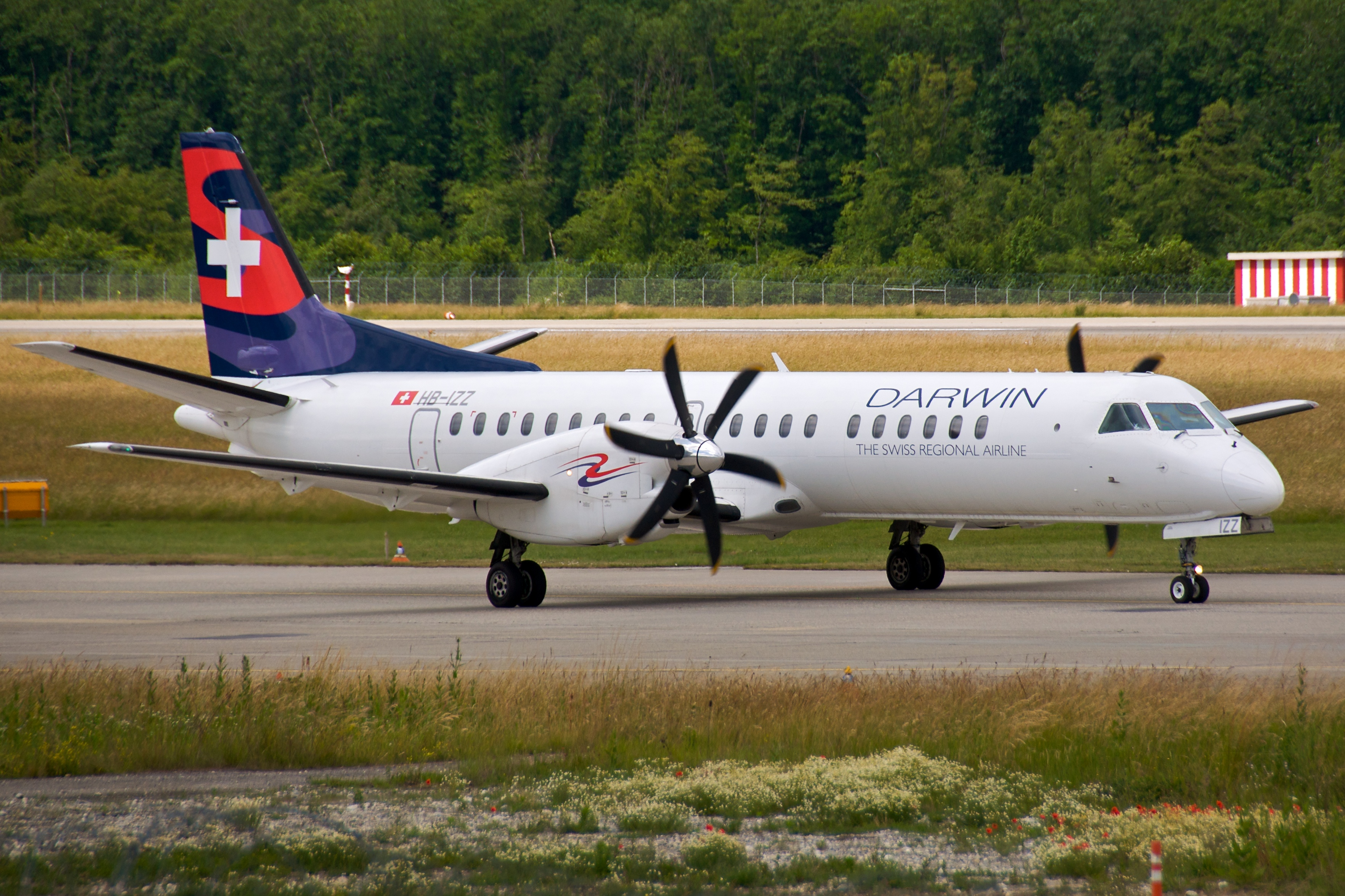
Ancienne livrée de Darwin Airlines.

Darwin Airline SA est une compagnie aérienne régionale suisse fondée en 2003 (code IATA : F7 ; code OACI : DWT) et ayant annoncé sa mise en faillite le 12 décembre 2017. Elle était basée à l'aéroport de Lugano-Agno, dans le canton du Tessin, ainsi qu'à Genève.
Après avoir opéré sous son propre nom pendant 10 ans, elle est ensuite exploitée par la marque Etihad Regional du 16 janvier 2014 au 31 juillet 2017, à la suite du rachat par Etihad Aviation Group à hauteur de 33 %.
Au 1er août 2017, le groupe 4Kinvest rachète Darwin Airline dans son intégralité et crée la marque Adria Airways Switzerland. L'exploitation de cette marque dure moins de 5 mois, du 1er août 2017 au 12 décembre 2017, date de la mise en faillite de la compagnie.

## Historique
La compagnie exploitait ses vols sous le nom de Darwin Airline de sa création en 2003 jusqu'au 16 janvier 2014, date où le groupe Etihad annonce une prise de participation dans Darwin Airline à hauteur de 33 %. 
Darwin Airline avait repris son principal concurrent de l’époque, la compagnie Suisse Flybaboo en novembre 2010 qui exploitait des lignes régulières annuelles (comme Florence, Venice ou Rome au départ de Genève ou Nice) et saisonnières (Biarritz, Saint-Tropez, Figari...)'.
Tous les appareils sont repeints aux couleurs d'Etihad Regional et la compagnie opère alors ses propres vols, ainsi que certains vols en « wet lease » principalement pour les partenaires du groupe Etihad que sont Alitalia et Air Berlin.
Toutefois, le 20 juillet 2017, dans le cadre du retrait progressif d'Etihad de ses prises de participation en Europe, Darwin Airline annonce sa reprise par le fonds d'investissement allemand 4K. Ce dernier étant également l'actionnaire principal de la compagnie slovène Adria Airways, la compagnie opère ses vols, depuis le 1er août 2017, à nouveau sous le nom de Darwin Airline, tout en étant commercialisée par la marque Adria Airways Switzerland et peints à ses couleurs.
Après l'arrêt temporaire des vols de la compagnie bernoise Sky Work Airlines, clouée au sol dès le 29 octobre 2017, Darwin Airline/Adria Airways Switzerland annonce reprendre certains vols de la première, dès le 6 novembre 2017, avec deux avions stationnés à l'Aéroport de Berne. Toutefois, lorsque Sky Work Airlines reprend ses vols dès le 2 novembre 2017, Adria Airways Switzerland annonce dans la foulée abandonner la reprise de certaines liaisons de Sky Work en souhaitant à la compagnie bernoise « (...) plein succès ! ».
Le 24 novembre 2017, la compagnie se déclare insolvable et annonce qu'elle suspendra tous ses vols depuis Lugano à la fin de l'année. Mais quatre jours plus tard, le 28 novembre 2017, la compagnie reste clouée au sol, l'Office fédéral de l'aviation civile limitant son autorisation d'exploitation pour cause de plan de financement non assuré, comme ce fut le cas un mois auparavant pour une autre compagnie régionale suisse Sky Work Airlines; Darwin Airline invoquant une perte de contrat avec Alitalia et l'insolvabilité inattendue d'Air Berlin en août 2017.
Le 12 décembre 2017, elle est mise en faillite.

## Destinations
Darwin Airline/Adria Airways Switzerland dessert une dizaine de destinations[réf. souhaitée].

### Partage de codes
Etihad Regional partagea ses codes avec Etihad et Alitalia.

## Flotte
En décembre 2016, les appareils suivants sont en service au sein de la flotte d'Adria Airways Switzerland:

## Identité visuelle

2003-2014.
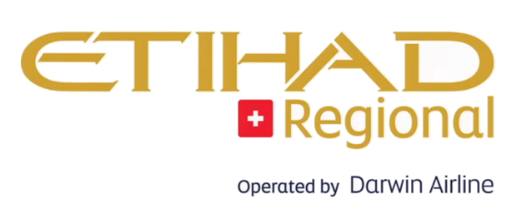
2014-2017.
2017-2017.